# Pintu Gayo
Pintu Gayo is een bestuurslaag in het regentschap Gayo Lues van de provincie Atjeh, Indonesië. Pintu Gayo telt 375 inwoners (volkstelling 2010).